# 霍騰蛟
霍騰蛟（16世紀—17世紀），廣東廣州府南海縣沙貝鄉人，明朝政治人物。

## 生平
霍騰蛟是萬曆十六年（1588年）戊子科廣東鄉試舉人，授壽寧知縣，署理建安、甌寧、建陽三縣事務有聲譽，順昌人吳建鼓動民眾作亂，福建巡撫徵召延平、建寧二府官員招撫，眾人相顧失色不敢出行，只有他獨自到敵方堡壘諭以禍福，賊人中有人打算加害他，吳建說：「可以殺我，不要殺人民父母。」而護送他回去，不久賊人內鬨，官軍乘勢殲滅，屍體堆滿山谷，他嘆息：「都是我的子民，聽我的話怎會這樣。」捐資買山收葬，三十八年（1610年）任瑞州同知。

## 引用
1. 1 2  同治《南海縣志·卷三十八·列傳七》：霍騰蛟，萬厯戊子舉人，知壽寧，署建安、甌寧、建陽三縣所至有聲，順昌妖人吳建鼓眾謀亂，巡撫檄延建二府往撫，眾相顧失色，騰蛟獨請行，單騎入壘諭以禍福，賊中有欲加害者，建曰：「可殺我，毋殺仁父母也。」護之還，既而賊相誅戮，官軍乘勢殲之，屍蔽山谷，騰蛟歎曰：「皆吾赤子令，聽吾言何遽至此。」捐資買山瘞之。 據《福建通志》修
2. ↑  乾隆《福寧府志·卷十七·秩官志》：霍騰蛟，南海人，萬厯間知縣，署建安、甌寧、建陽三縣所至有聲，順昌妖人吳建鼓眾謀亂，巡撫檄延建二府往撫，眾相顧失色，騰蛟獨請行，單騎入壘諭以禍福，賊中有欲加害者，建曰：「寧殺我，勿殺仁父母也。」護之還，既而賊相誅戮，官軍乘勢殲之，屍蔽山谷，騰蛟歎曰：「皆吾赤子令，聽吾言何遽至此。」捐資買地瘞之。
3. ↑  同治《瑞州府志·卷七·秩官志》：明……同知……霍騰蛟 南海人，（萬曆）三十八年任